# Bhutans riksvapen

Bhutans riksvapen

Bhutans riksvapen är en av Bhutans nationalsymboler vid sidan av bl.a. Bhutans flagga och nationalsång. Riksvapnet består av en cirkel som har två vajror i kors ovanför en lotusblomma. På både sidor finns en drake.